# Tournoi de France 2010
Tournoi de France 2010 – 4. edycja turnieju towarzyskiego w piłce siatkowej mężczyzn, który odbył się w dniach 17–19 września 2010 roku w Dunkierce i Calais we Francji w ramach przygotowań do Mistrzostw Świata w Piłce Siatkowej 2010.
Brały w nim udział cztery reprezentacje. Końcowe zwycięstwo odniosła reprezentacja Bułgarii, która wygrała dwa z trzech spotkań.

## System rozgrywek
Turniej rozgrywany był systemem każdy z każdym po jednym spotkaniu. Zwycięzcą została drużyna, która zdobyła największą liczbę punktów. W przypadku uzyskania tylu samo punktów o pozycji decydowały kolejno: stosunek setów i stosunek małych punktów. Za wygraną przyznawano dwa punkty, a za porażkę – jeden.

## Hale sportowe
| Zdjęcie | Hala sportowa                        | Miasto    | Pojemność |
| ------- | ------------------------------------ | --------- | --------- |
|         | Complexe Sportif et Culturel Calypso | Calais    | 3301      |
|         | Stade des Flandres                   | Dunkierka | 2500      |

## Przebieg turnieju

### Tabela
| Lp. | Drużyna   | Pkt | Mecze | Mecze | Mecze | Sety | Sety | Sety  | Małe punkty | Małe punkty | Małe punkty |
| Lp. | Drużyna   | Pkt | M     | W     | P     | wyg. | prz. | ratio | zdob.       | str.        | ratio       |
| --- | --------- | --- | ----- | ----- | ----- | ---- | ---- | ----- | ----------- | ----------- | ----------- |
| 1   | Bułgaria  | 5   | 3     | 2     | 1     | 8    | 4    | 2.000 | 271         | 257         | 1.054       |
| 2   | Francja   | 5   | 3     | 2     | 1     | 8    | 5    | 1.600 | 291         | 282         | 1.032       |
| 3   | Argentyna | 4   | 3     | 1     | 2     | 4    | 6    | 0.667 | 226         | 226         | 1.000       |
| 4   | Hiszpania | 4   | 3     | 1     | 2     | 3    | 8    | 0.375 | 236         | 259         | 0.911       |

Źródło: 
Punktacja: zwycięstwo – 2 pkt; porażka – 1 pkt

### Wyniki spotkań
|  |  | 1. KOLEJKA – Dunkierka |  |
|  |  | ---------------------- |  |

| 17.09.2010 | Francja | 3:0 (25:20, 25:23, 25:23) | Argentyna |

| 17.09.2010 | Hiszpania | 0:3 (23:25, 21:25, 21:25) | Bułgaria |

|  |  | 2. KOLEJKA – Calais |  |
|  |  | ------------------- |  |

| 18.09.2010 | Argentyna | 1:3 (20:25, 25:16, 19:25, 21:25) | Bułgaria |

| 18.09.2010 | Francja | 2:3 (19:25, 25:20, 30:32, 25:19, 10:15) | Hiszpania |

|  |  | 3. KOLEJKA – Dunkierka |  |
|  |  | ---------------------- |  |

| 19.09.2010 | Argentyna | 3:0 (25:21, 25:17, 25:22) | Hiszpania |

| 19.09.2010 | Francja | 3:2 (23:25, 25:21, 19:25, 25:22, 15:12) | Bułgaria |

## Klasyfikacja końcowa
| Miejsce | Zespół    |
| ------- | --------- |
| 1       | Bułgaria  |
| 2       | Francja   |
| 3       | Argentyna |
| 4       | Hiszpania |

## Składy drużyn
Sekcja grupuje składy wszystkich reprezentacji narodowych w piłce siatkowej, które wystąpiły w Tournoi de France 2010.
- Wiek na dzień 17 września 2010 roku.
- Przynależność klubowa na początek sezonu 2010–2011.
- Zawodnicy oznaczeni literą K to kapitanowie reprezentacji.
- Legenda:
Nr – numer zawodnika
A – atakujący
L – libero
P – przyjmujący
R – rozgrywający
Ś – środkowy

### Argentyna
Trener: Javier Weber
Asystent: Flavio Leoni
| Nr | Imię i nazwisko     | Data urodzenia (wiek) | Wzrost (cm) | Klub                              | Pozycja |
| -- | ------------------- | --------------------- | ----------- | --------------------------------- | ------- |
| 1  | Mariano Giustiniano | 04.04.1986 (24)       | 189         | Club Atlético Boca Juniors        | P       |
| 2  | Pablo Crer          | 12.06.1989 (21)       | 205         | Villa Maria Voley                 | Ś       |
| 3  | Martín Blanco Costa | 16.12.1985 (24)       | 202         | Siatkarz Wieluń                   | Ś       |
| 4  | Lucas Ocampo        | 20.03.1986 (24)       | 196         | Club Ciudad Bolívar               | P       |
| 5  | Nicolás Uriarte     | 20.03.1990 (20)       | 192         | Megius Roma Volley                | R       |
| 6  | Gustavo Scholtis    | 16.12.1982 (27)       | 206         | La Unión Formosa                  | A       |
| 7  | Facundo Conte       | 25.08.1989 (21)       | 198         | Associazione Sportiva Volley Lube | P       |
| 8  | Demián González     | 21.02.1983 (27)       | 192         | UPCN Vóley Club                   | R       |
| 9  | Rodrigo Quiroga (K) | 23.03.1987 (23)       | 190         | Iraklis                           | P       |
| 11 | Sebastián Solé      | 12.06.1991 (19)       | 202         | Rosario Sonder Club               | Ś       |
| 12 | Federico Pereyra    | 19.06.1988 (22)       | 205         | Club Ciudad Bolívar               | A       |
| 13 | Cristian Poglajen   | 14.07.1989 (21)       | 195         | Villa María Voley                 | P       |
| 15 | Luciano De Cecco    | 02.06.1988 (22)       | 193         | Dinamo-Jantar Kaliningrad         | R       |
| 16 | Alexis González     | 21.07.1981 (29)       | 184         | Tours VB                          | L       |
| 18 | Franco López        | 04.02.1989 (21)       | 187         | Villa María Voley                 | L       |

### Bułgaria
Trener:  Silvano Prandi
Asystent:  Camillo Placi
| Nr | Imię i nazwisko      | Data urodzenia (wiek) | Wzrost (cm) | Klub                           | Pozycja |
| -- | -------------------- | --------------------- | ----------- | ------------------------------ | ------- |
| 2  | Christo Cwetanow     | 29.03.1978 (32)       | 198         | Lokomotiw Jekaterynburg        | Ś       |
| 3  | Andrej Żekow         | 12.03.1980 (30)       | 194         | Olympiakos                     | R       |
| 4  | Władisław Iwanow     | 14.03.1987 (23)       | 188         | Lewski Sofia                   | L       |
| 5  | Swetosław Gocew      | 31.08.1990 (20)       | 202         | Pirin Bałkanstroj Razłog       | Ś       |
| 6  | Matej Kazijski       | 23.09.1984 (25)       | 203         | Trentino Volley                | P       |
| 10 | Walentin Bratoew     | 21.10.1987 (22)       | 198         | Trentino Volley                | P       |
| 11 | Władimir Nikołow (K) | 03.10.1977 (32)       | 200         | Piemonte Volley                | A       |
| 12 | Wiktor Josifow       | 16.10.1985 (24)       | 204         | Megius Roma Volley             | Ś       |
| 13 | Teodor Sałparow      | 16.08.1982 (28)       | 185         | CSKA Sofia                     | L       |
| 15 | Todor Aleksiew       | 17.02.1986 (24)       | 200         | İstanbul Büyükşehir Belediyesi | P       |
| 17 | Nikołaj Penczew      | 22.05.1992 (18)       | 196         | Pirin Bałkanstroj Razłog       | P       |
| 18 | Nikołaj Nikołow      | 29.07.1986 (24)       | 203         | Callipo Sport                  | Ś       |
| 19 | Cwetan Sokołow       | 31.12.1989 (20)       | 207         | Trentino Volley                | A       |
| 20 | Konstantin Mitew     | 27.10.1984 (25)       | 196         | Pirin Bałkanstroj Razłog       | R       |

### Francja
Trener: Philippe Blain
Asystent: Olivier Lecat
| Nr | Imię i nazwisko         | Data urodzenia (wiek) | Wzrost (cm) | Klub                              | Pozycja |
| -- | ----------------------- | --------------------- | ----------- | --------------------------------- | ------- |
| 2  | Hubert Henno            | 06.10.1976 (33)       | 188         | Piemonte Volley                   | L       |
| 3  | Gérald Hardy-Dessources | 09.02.1983 (27)       | 197         | AS Cannes                         | Ś       |
| 4  | Antonin Rouzier         | 18.08.1986 (24)       | 201         | Stade Poitevin Poitiers           | A       |
| 5  | Romain Vadeleux         | 12.02.1983 (27)       | 196         | Associazione Sportiva Volley Lube | A       |
| 6  | Benjamin Toniutti       | 30.10.1989 (20)       | 183         | Arago de Sète                     | R       |
| 7  | Stéphane Antiga         | 03.02.1976 (34)       | 200         | Skra Bełchatów                    | P       |
| 8  | Earvin N’Gapeth         | 12.02.1991 (19)       | 192         | Tours VB                          | P       |
| 9  | Guillaume Samica        | 28.09.1981 (28)       | 198         | Iskra Odincowo                    | P       |
| 11 | Édouard Rowlandson      | 20.07.1988 (22)       | 189         | Arago de Sète                     | P       |
| 12 | Nicolas Marechal        | 04.03.1987 (23)       | 198         | Stade Poitevin Poitiers           | P       |
| 13 | Pierre Pujol            | 13.07.1984 (26)       | 190         | Sisley Treviso                    | R       |
| 16 | Kévin Le Roux           | 11.05.1989 (21)       | 208         | AS Cannes                         | Ś       |
| 17 | Oliver Kieffer (K)      | 27.08.1979 (31)       | 200         | Stade Poitevin Poitiers           | Ś       |
| 18 | Jean-François Exiga     | 09.03.1982 (28)       | 176         | Gabeca Pallavolo Spa              | L       |

### Hiszpania
Trener:  Julio Velasco
Asystent: Francisco Manuel Hervás
| Nr | Imię i nazwisko          | Data urodzenia (wiek) | Wzrost (cm) | Klub                        | Pozycja |
| -- | ------------------------ | --------------------- | ----------- | --------------------------- | ------- |
| 2  | Gustavo Saucedo          | 05.01.1978 (32)       | 198         | Tarragona SPiSP             | A       |
| 4  | Manuel Sevillano         | 02.07.1981 (29)       | 194         | CV Almería                  | P       |
| 5  | Francisco José Rodríguez | 25.09.1980 (30)       | 189         | Club Voleibol Teruel        | P       |
| 6  | Sergio Noda              | 23.03.1987 (23)       | 191         | Santa Croce                 | P       |
| 7  | Guillermo Hernán         | 25.07.1982 (28)       | 181         | Club Voleibol Teruel        | R       |
| 8  | Alberto Salas            | 13.09.1984 (26)       | 194         | Ciudad Medio Ambiente Soria | Ś       |
| 10 | Jorge Fernández          | 04.05.1989 (21)       | 203         | CV Pòrtol                   | Ś       |
| 12 | Francesc Llenas          | 13.09.1982 (28)       | 174         | Club Voleibol Teruel        | L       |
| 13 | Jordi Gens               | 21.07.1978 (32)       | 188         | Panellinios GS              | R       |
| 14 | Ibán Pérez               | 13.11.1983 (26)       | 198         | Club Voleibol Teruel        | A       |
| 16 | Julián García-Torres (K) | 08.11.1980 (29)       | 202         | Club Voleibol Teruel        | Ś       |
| 17 | Marlon Palharini         | 03.02.1984 (26)       | 194         | FC Barcelona                | P       |